# 法学研究科
法学研究科（ほうがくけんきゅうか、英称：The Graduate School of Law）は、日本の大学院研究科のうち、法学・政治学に関する高度な教育・研究を行う機構（研究大学院）の1つである。具体的な研究分野については法学部政治学部も参照。日本においては歴史的な背景から法学部において政治学の教育課程を設けていることが多いことから、独立して政治学研究科を設置することは少なく法学研究科において政治学を研究・教授することが多い。

## 概要
主に、法学部の上位に連続した形で設置され、標準修業年数２年の博士前期課程（修士課程）および標準修業年数3年の博士後期課程（博士課程）あるいはそれに相当する課程で構成される。学位は、修士課程は修士（法学）を、博士課程は博士（法学）を修めることができる。包摂する領域を掲げる研究科、専攻またはコースは、それに相当する専攻名称等に応じた学位を修める（例えば修士（政治学）、博士（政治学））など。しかし、大学院ごとに学位授与方針が異なるため、政治学専攻においても修士（法学）博士（法学）の学位を授与されることは珍しくない。他にも法科大学院課程(専門職学位課程）を包含する法学研究科もある。また、実定法分野では修士課程ではなく法科大学院を経て博士課程に進学するケースもある。
東京大学法学部などで学部の成績が極めて高い場合は大学院を経ずに助手として採用される学士助手制度が存在した為、学士の学位しか持たない著名な法学・政治学研究者も多い。加えて、人文社会系大学院では博士課程で博士の学位を取得せず退学する単位取得満期退学という慣行があったため、法学・政治学研究者は単位取得満期退学も多い。しかし、近年は博士の学位を取得してから大学などの研究機関に就職することが一般的になった。

## 法学研究科を置く大学

### 国立
| - 北海道大学 - 東北大学 - 一橋大学 - 金沢大学 - 名古屋大学 | - 京都大学 - 大阪大学 - 神戸大学 - 香川大学 |

### 公立
- 大阪市立大学
- 北九州市立大学

### 私立
| 北海道・東北 - 札幌大学 - 札幌学院大学 - 北海学園大学 - 東北学院大学 関東 - 白鷗大学 - 平成国際大学 - 流通経済大学 - 立正大学 - 獨協大学 - 学習院大学 - 早稲田大学 - 立教大学 - 東洋大学 - 法政大学 - 慶應義塾大学 - 日本大学 - 上智大学 - 専修大学 - 明治大学 - 成城大学 - 青山学院大学 - 國學院大學 - 国士舘大学 - 駒澤大学 - 亜細亜大学 - 創価大学 - 日本文化大学 - 帝京大学 - 中央大学 - 明治学院大学 - 東海大学 - 神奈川大学 - 関東学院大学 - 桐蔭横浜大学 - 山梨学院大学 | 中部 - 愛知大学 - 愛知学院大学 - 朝日大学 - 高岡法科大学 - 中京大学 - 名古屋経済大学 - 名城大学 近畿 - 大阪学院大学 - 関西大学 - 関西学院大学 - 同志社大学 - 立命館大学 - 京都産業大学 - 龍谷大学 - 近畿大学 - 姫路獨協大学 - 摂南大学 - 神戸学院大学 - 京都学園大学 中国・四国 - 岡山商科大学 - 広島修道大学 - 松山大学 九州・沖縄 - 福岡大学 - 西南学院大学 - 九州国際大学 - 沖縄国際大学 |

## 法学研究科と類似する名称の大学院部局
- 東京大学 - 法学政治学研究科
- 九州大学 - 大学院法学研究院・大学院法学府
- 愛媛大学 - 法文学研究科
- 東京経済大学 - 現代法学研究科
- 成蹊大学 - 法学政治学研究科

## 法学を専攻できる他の大学院部局
- 岩手大学大学院 - 人文社会科学研究科 社会・環境システム専攻 法学領域
- 筑波大学大学院 - 人文社会科学研究科 法学専攻（募集停止）
- 島根大学大学院 - 人文社会科学研究科 法経専攻
- 鹿児島大学大学院 -  人文社会科学研究科 法学専攻
- 東京都立大学大学院 - 法学政治学研究科 法学政治学専攻 法律学分野
- 大阪工業大学大学院 - 知的財産研究科知的財産専攻
- 金沢工業大学大学院（K.I.T.虎ノ門大学院） - イノベーションマネジメント研究科イノベーションマネジメント専攻 - 知的財産マネジメントプログラム
- 吉備国際大学大学院 - 知的財産学研究科（通信制、修士課程）（2020年度以降学生募集停止）
- 東亜大学大学院 - 総合学術研究科法学専攻（通信制、修士課程）